# St Donat’s Castle
St Donat’s Castle ist eine mittelalterliche Burg im Vale of Glamorgan in Wales. Es liegt ungefähr 25 Kilometer westlich von Cardiff am Bristol Channel in der Nähe des Ortes Llantwit Major. Seit 1962 beherbergt sie das internationale Oberstufenkolleg Atlantic College.

## Eigentümer und Geschichte

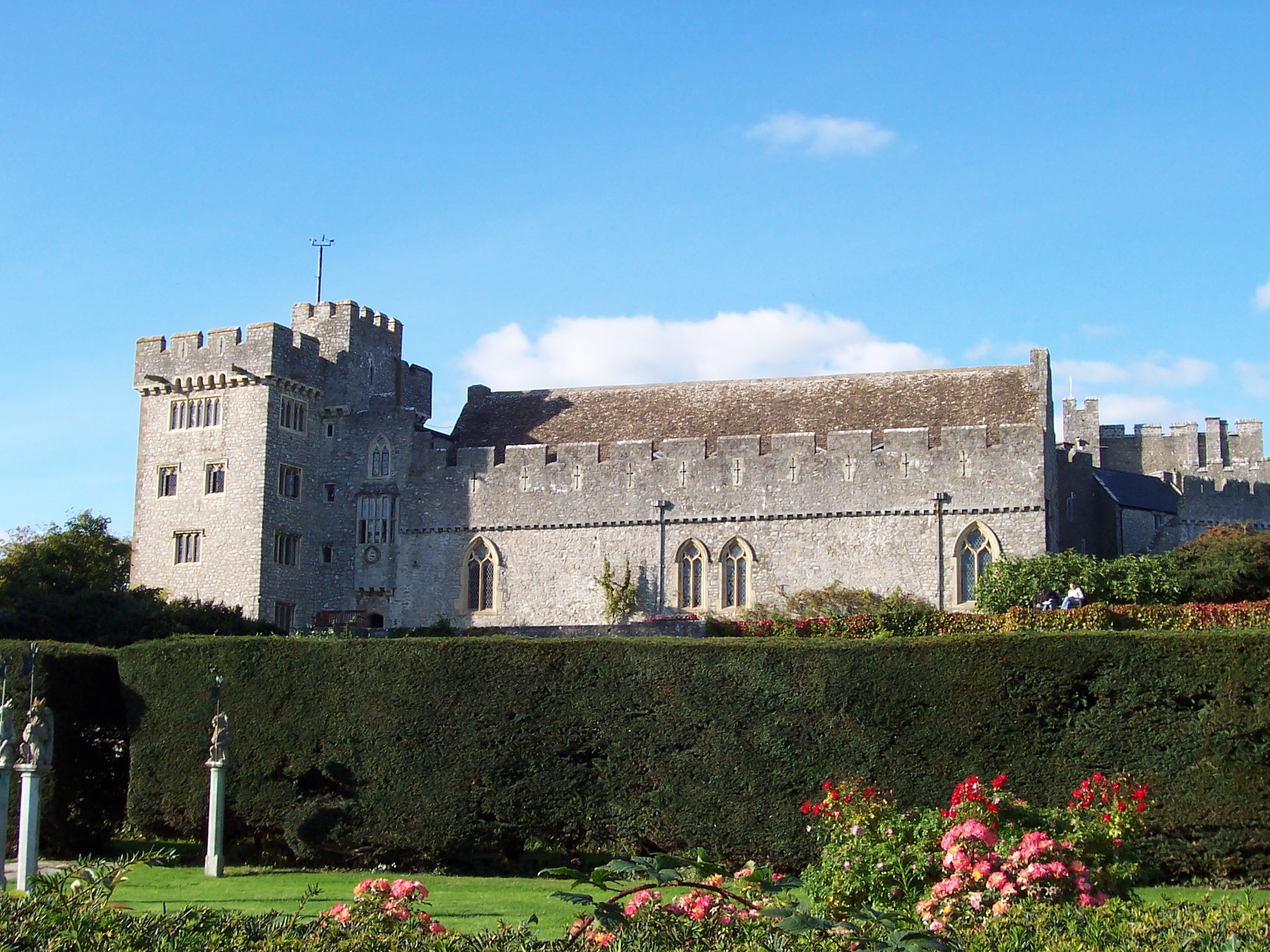
Donat’s Castle

Bergfried und innere Ringmauer sind die ältesten noch erhaltenen Teile der Burg und wurden im späten 12. Jahrhundert durch die Familie de Hawey ausgeführt. 1298 ging das Eigentum durch Heirat von Joan de Hawey mit Sir Peter Stradelinges über, einem ursprünglich aus dem Berner Oberland stammenden Ritter. Die Burg blieb bis zum kinderlosen Tod von Thomas Stradling, 6. Baronet 1738 im Besitz der Familie Stradling, danach ging sie auf Sir John Tyrwhitt über. Erzbischof James Ussher bewohnte die Burg während des Englischen Bürgerkriegs für einige Zeit.
Danach verfiel die Burg. Eine teilweise Wiederherstellung wurde durch Dr John Nicholl Carne durchgeführt, der die Burg 1862 kaufte. Morgan Williams, der Eigentümer von 1901 bis 1909, führte umfangreiche Restaurierungsarbeiten durch.

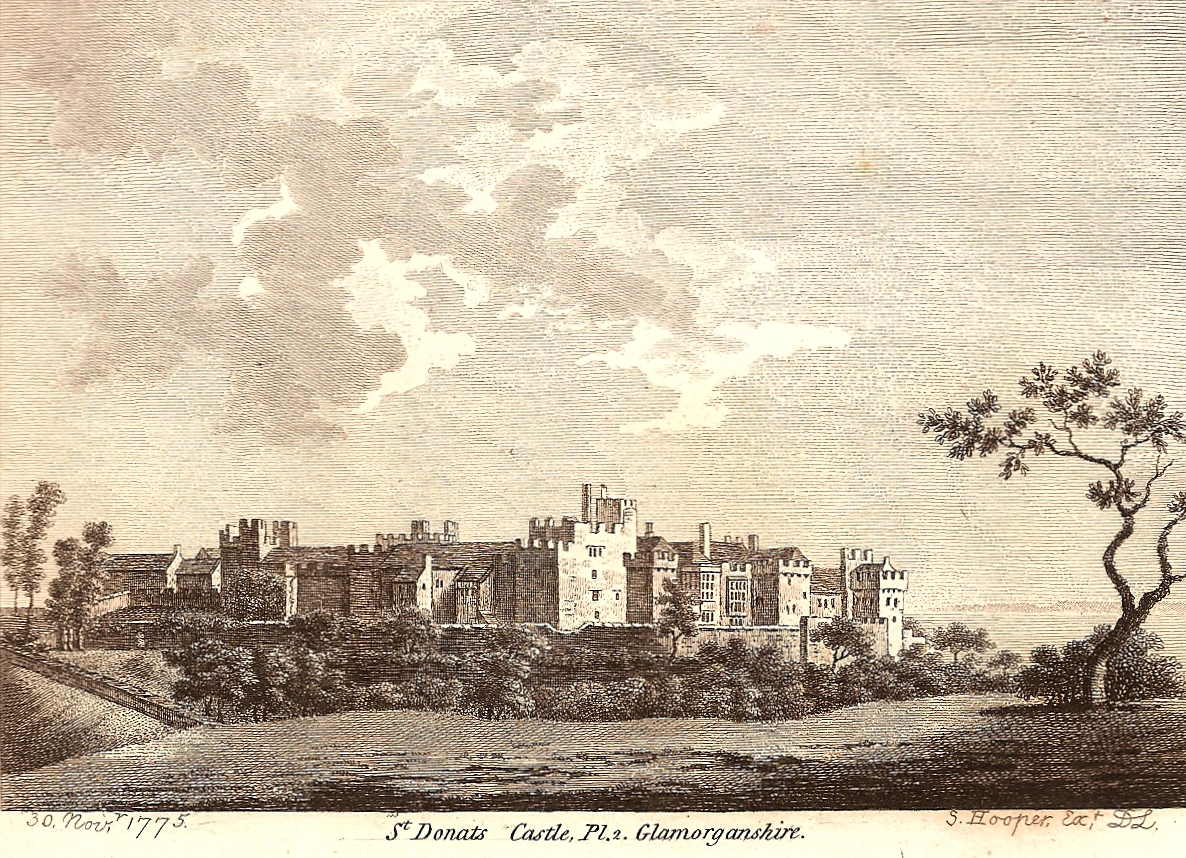
St Donat’s Castle, 1775

Nachdem er Fotografien im Country Life Magazin gesehen hatte, kaufte der Zeitungsmagnat William Randolph Hearst im Jahr 1925 die Burg. Er gab ein Vermögen zur Renovierung und Modernisierung der Burg aus. Dabei brachte er die Elektrizität nicht nur nach St Donat’s Castle, sondern auch in die gesamte Umgebung. Hearst verbracht viel Zeit mit einflussreichen Personen auf seiner zwischenzeitlich zum palastähnlichen Landsitz umgebauten Burg. Seine Partys mit bekannten Größen wie Charlie Chaplin, Douglas Fairbanks und dem jungen John F. Kennedy waren weit bekannt.
Nachdem das Hearst-Imperium in finanzielle Schwierigkeiten geraten war, wurde die Burg zum Verkauf angeboten. Im Zweiten Weltkrieg wurde es jedoch durch britische und amerikanische Truppen requiriert. Nachdem Hearst 1951 gestorben war, wurde die Burg 1960 durch Antonin Besse gekauft und dem Kuratorium des Atlantic College übergeben.

## St Donat’s Arts Centre
Auf dem Burggelände befindet sich das St Donat’s Arts Centre, ein professionell ausgestattetes Theater. Die aus dem 14. Jahrhundert stammende Zehntscheune (Tithe Barn) wurde dazu um einen modernen Glasanbau erweitert, welches heute einen beeindruckenden Blick über das Meer nach Exmoor bietet. Das Centre bietet eine Vielzahl von Ausstellungen, Festivals und Liveshows.

## United World College of the Atlantic
Die Burg beherbergt heute das von Kurt Hahn gegründete Atlantic College. Das Atlantic College ist das erste von heute achtzehn (Stand 2024) der sogenannten United World Colleges. Schüler aus über 120 Ländern lernen und leben hier für zwei Jahre zusammen. Sie schließen die Schule mit dem International Baccalaureate ab. Ziel ist es, junge Menschen durch internationale Erziehung, gemeinsames Erleben und soziales Engagement zu mehr Toleranz und Verantwortung zu erziehen.

## Spukgeschichten
St. Donat’s Castle gilt als einer der verwunschensten Orte in Wales. Eine Vielzahl von Spukgeschichten werden erzählt. Anfang des 20. Jahrhunderts soll ein Exorzismus durchgeführt worden sein, der verschiedene Erscheinungen verschwinden ließ.